# Chiesa di San Gregorio Magno (Basiano)
La chiesa di San Gregorio Magno è la parrocchiale di Basiano, in città metropolitana ed arcidiocesi di Milano; fa parte del decanato di Trezzo sull'Adda.

## Storia
Nella Notitia cleri del 1398 si legge che questa chiesa di Basiano era filiale della pieve di Pontirolo.
Fin dal sedicesimo secolo risultava essere parrocchia con annesse le cappelle di San Carlo a Castellazzo, San Pietro e la chiesa di Santa Maria a Monastero. All'inizio del XVIII secolo risultava registrata anche la confraternita del Santissimo Sacramento e Rosario.
Storicamente la parrocchia di Basiano apparteneva alla pieve di San Giovanni Evangelista in Pontirolo (l'attuale Canonica d'Adda) soppressa nel 1577 da San Carlo Borromeo e sostituita da quella di Trezzo fino alla totale soppressione delle pievi e successiva istituzione dei decanati.
La decisione della costruzione di una nuova parrocchiale fu maturata dal comune di Basiano a causa delle dimensioni ridotte della precedente chiesa seicentesca ormai incapace di ospitare un numero sempre crescente di fedeli. L'antico edificio era situato nella zona in cui attualmente si trova il sagrato, ne abbiamo prova sia grazie alle antiche mappe del catasto teresiano sia grazie ai ritrovamenti ossei avvenuti durante i lavori di sistemazione del sagrato, testimoni della presenza dell'antico cimitero. Dopo la demolizione vennero recuperati diversi manufatti quali statue, quadri di pregio, zoccolature e capitelli da ricollocare nella nuova parrocchiale. Per la costruzione della chiesa venne richiesto il generoso contributo della comunità che, attraverso donazioni e concessioni di terreni, rese possibile tale progetto. L'allora sindaco Giovanni Brambilla domandò sostegno anche allo stato italiano che rispose stanziando cospicui fondi in termini economici. Il progetto originale risale al 1860, disegnato dall'architetto Antonio Zanca di Milano. Dopo l'avvio dei lavori il cantiere si protrasse per tre anni, fino al 1863. All'epoca della sua inaugurazione risultava una delle uniche due chiese in Italia di proprietà comunale.
Dopo il completamento della struttura si dovettero aspettare circa quarant'anni prima della dedicazione ufficiale al Santo patrono di Basiano. L'8 agosto 1901 la chiesa fu finalmente dedicata a San Gregorio Magno, padre e dottore della chiesa dal cardinale Andrea Carlo Ferrari, arcivescovo di Milano, alla presenza del parroco Giuseppe Fossati. La festa patronale fu quindi stabilita il 3 settembre. La dedicazione a san Gregorio Magno della parrocchia risale a diversi secoli prima la costruzione della nuova chiesa. La scelta del Santo fu motivata dalla presenza in paese del monastero benedettino; ordine al quale Gregorio apparteneva. Devozione molto presente fino al secolo scorso è quella a san Marco. Basiano infatti, storicamente, era la parrocchia più occidentale della pieve di Pontirolo (l’attuale Canonica d'Adda), territorio controllato dalla repubblica di Venezia.
Alla fine del XX secolo, la chiesa ed il campanile sono stati sottoposti ad un attento restauro conservativo. Gli interventi manutentivi, oltre a consolidare le due strutture, hanno lievemente mutato l'estetica della facciata.
È in uso il rito ambrosiano, che ha sostituito quello romano alla fine degli anni novanta, periodo nel quale risale la creazione dell'unità pastorale tra le parrocchie di San Gregorio Magno a Basiano e San Giovanni Evangelista a Masate. Secondo il diritto canonico della diocesi milanese, infatti, nel caso di unioni tra parrocchie con rito ambrosiano e romano, a prevalere sarà sempre quello ambrosiano.

## Descrizione

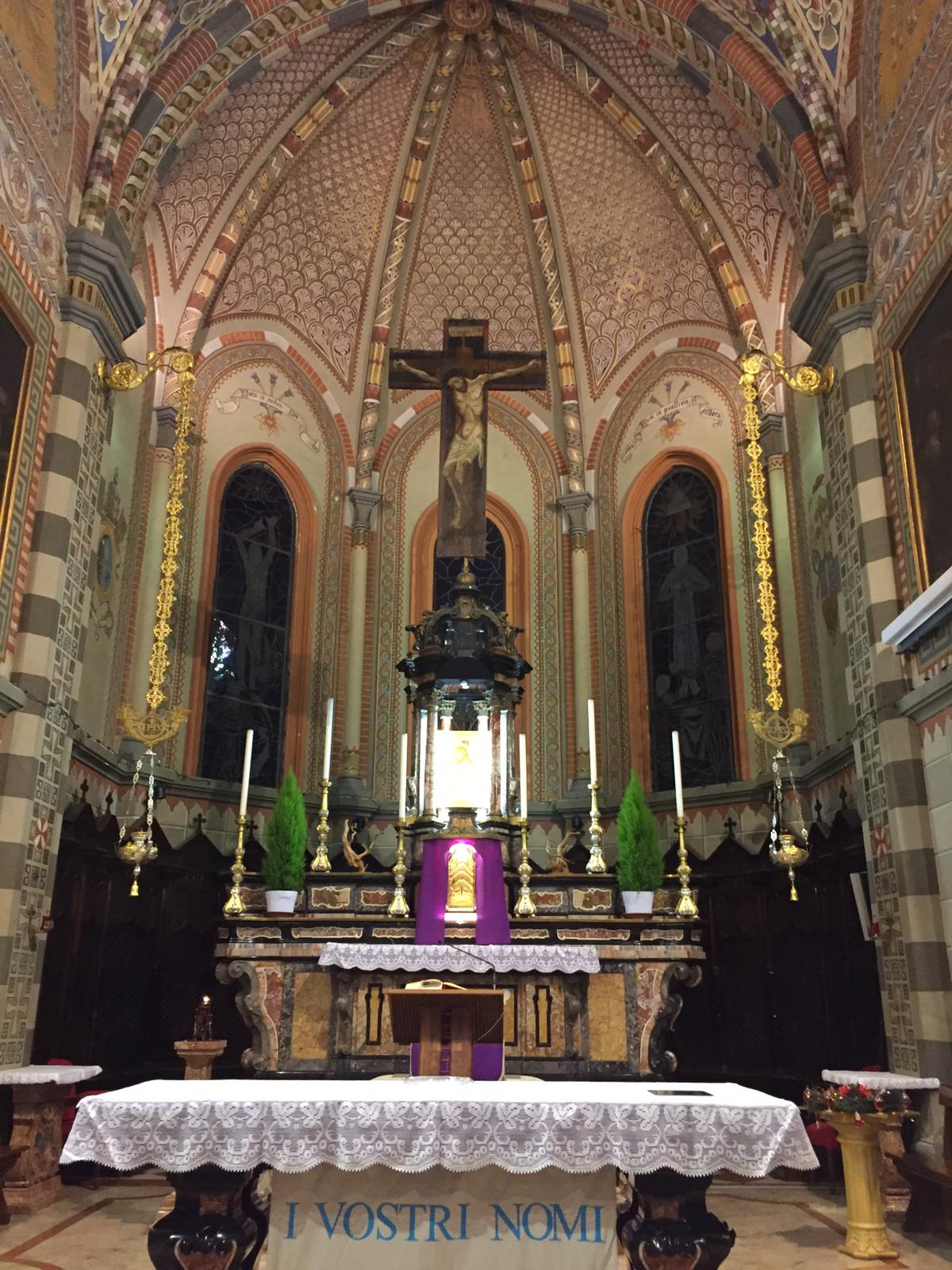
Il presbiterio con l'altare e il Crocefisso del Duecento.

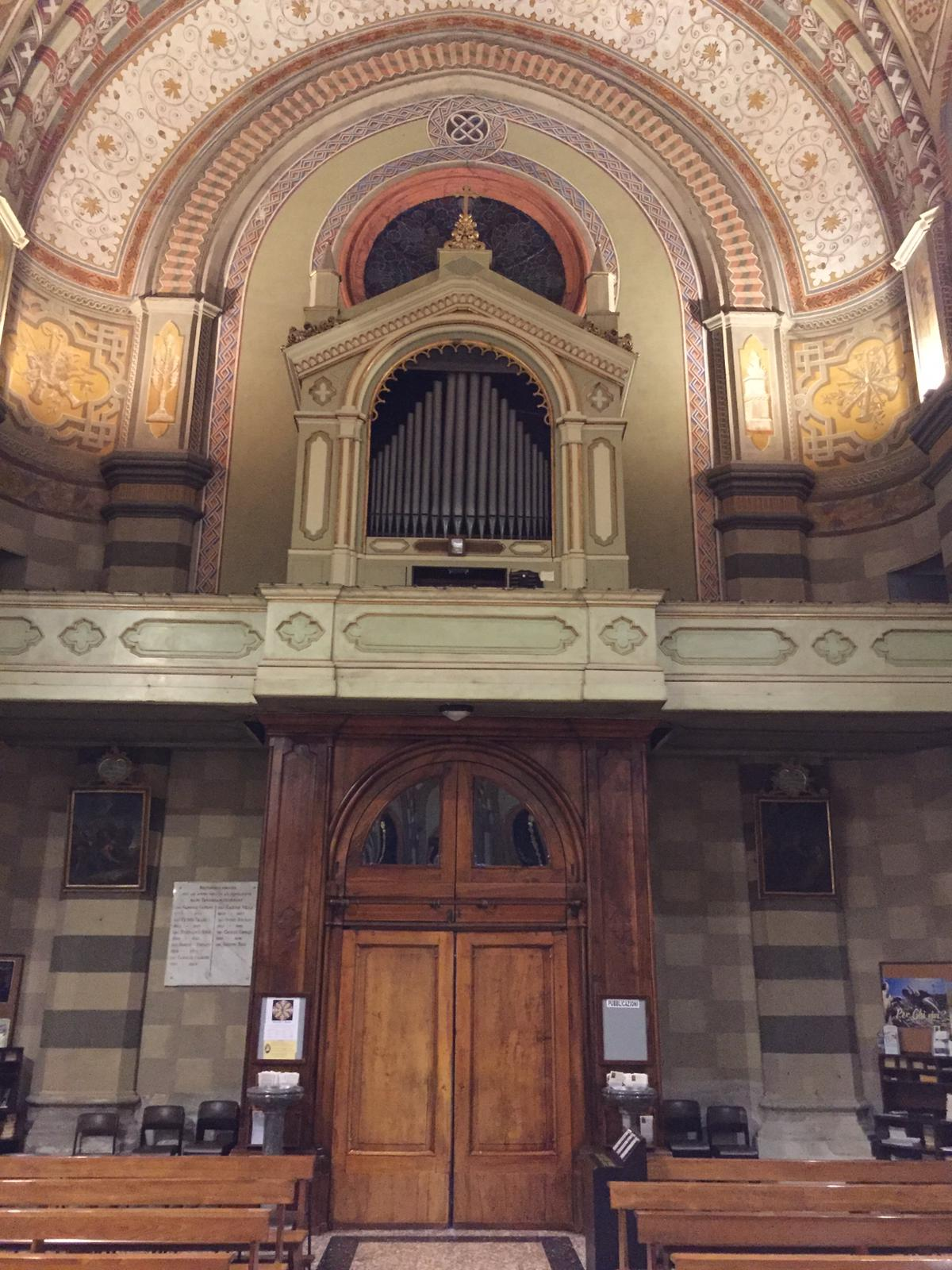
L'organo in controfacciata.

### Esterno
La chiesa di Basiano, a differenza di quelle dei comuni confinanti, ha un orientamento in direzione Sud-Nord discostandosi dai canonici Ovest-Est.
L'edificio in stile neogotico, tipico del periodo, presenta una possente facciata a salienti sovrastata da cinque guglie in corrispondenza de vertici della costruzione e da un grande rosone, sotto cui sono poste due statue: la prima rappresentante San Gregorio Magno (rappresentato con tiara papale appoggiata a terra) e la seconda San Marco evangelista(rappresentato con il leone seduto ai suoi piedi). In mezzo a queste ultime è collocato un agnello dorato simbolo di resurrezione.
La bicromia bianco arancione contribuisce a rendere insolito l'aspetto della struttura conferendole fascino. L'edificio ha una lunghezza di 35 metri e un'altezza e larghezza di 20 metri. Ai lati della navata centrale sono presenti quattro campate distinte sovrastate da altrettante bifore e archi ciechi. Al centro di entrambe le coppie di campate sono poste due cappelle, quella di destra dedicata alla vergine Maria e quella di sinistra dedicata al corpo di Cristo.

### Interno
All'interno della parrocchiale sono conservati numerosi oggetti e manufatti di pregio, ad esempio i quadri della Via Crucis risalenti al XVII secolo e la statua lignea della Madonna con il Bambino, dello stesso periodo. Sopra l'altare è collocato un grande Crocefisso di legno risalente al Duecento rinvenuto in località Monastero in Basiano. Dietro il presbiterio è situato il coro finemente intagliato. L'abside presenta tre grandi vetrate rappresentanti la Trinità, Maria e Cristo risorto. In tutta la chiesa se ne possono ammirare di più piccole con sopra riportate frasi di Vangelo e la loro rappresentazione artistica. Insieme al rosone, queste ultime contribuiscono ad esaltare e vivacizzare i colori della struttura. La volta è interamente ricoperta di affreschi quasi completamente con temi floreali, fatta eccezione per quelli raffiguranti i quattro evangelisti, San Gregorio Magno e San Carlo Borromeo.
Sopra l'entrata si può ammirare l'organo, installato a fine Ottocento dalla ditta Giovanni Marelli di Milano. La struttura lignea contenente lo strumento ricorda la facciata con le sue guglie.

### Campanile
Ai lati della parrocchiale si trova il campanile, edificato durante la dominazione austriaca, nel 1848. È stato costruito sui resti dell'antica torre campanaria demolita a causa dello stato di degradazione del legno e delle troppe cure che si vedevano necessarie per il consolidamento della struttura. Il nuovo fabbricato venne collocato sul lato sinistro della chiesa, distaccato dalla stessa, il che ne fa un caso raro. Alla fine dei lavori di costruzione il nuovo campanile svettava sull'abitato con un'altezza di circa 37 metri. Il concerto dispone di cinque campane attivate elettricamente. A causa delle oscillazioni dovute al continuo movimento delle tonnellate di bronzo, all'inizio del XXI secolo si intervenne sulla cella contenente le campane rinforzandola con un'armatura di travi di acciaio.